# Stenus noctivagus
Stenus noctivagus är en skalbaggsart som beskrevs av Thomas Casey 1884. Stenus noctivagus ingår i släktet Stenus, och familjen kortvingar. Enligt den finländska rödlistan är arten sårbar i Finland. Arten är reproducerande i Sverige. Artens livsmiljö är våtmarker i fjällen (myrar, stränder, snölegor).